# Château de Hoshizaki
Pour les articles homonymes, voir Hoshizaki.
Le château de Hoshizaki (星崎城, Hoshizaki-jō) se trouvait à Nagoya.

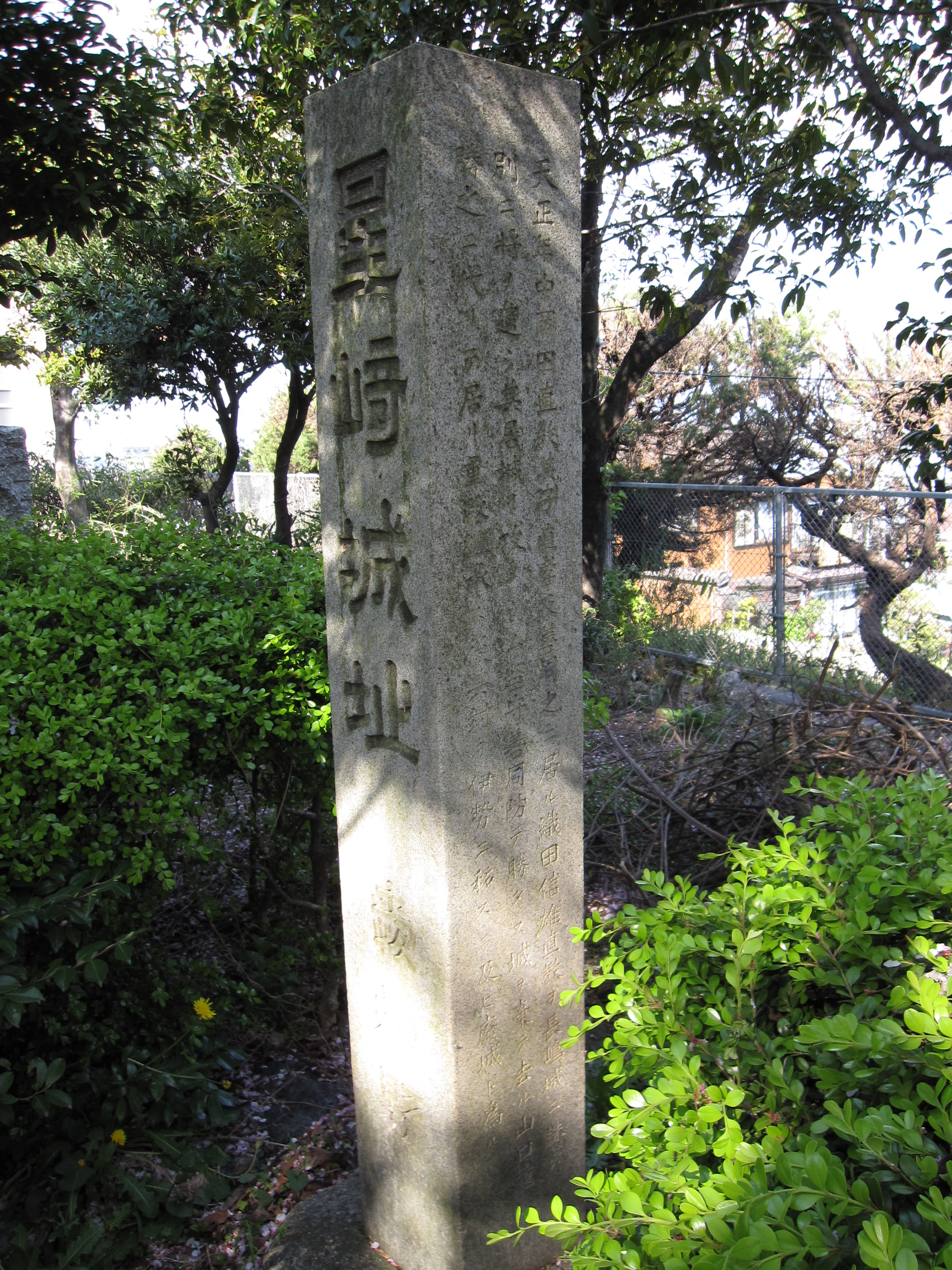
Stèle de pierre à l'endroit où se tenait le château avec un bref rappel de son histoire (2009).

On ne connaît pas les origines du château ni sa date de construction. Au début, les membres de la famille Okada étaient les seigneurs du château. La famille Yamaguchi leur succéda au XVIe siècle et occupa le château pendant des générations avant que celui-ci ne soit abandonné par Yamaguchi Shigemasa, qui le quitta en 1588.
De nos jours, d'anciennes parties du site du château sont traversées par la ligne Nagoya de la compagnie Meitetsu tandis qu'une autre partie héberge une école.
Une stèle en pierre indique où se trouvait le château.